# Азамбужа (район)
Азамбужа (порт. Azambuja) — район (фрегезия) в Португалии, входит в округ Лиссабон. Является составной частью муниципалитета Азамбужа. По старому административному делению входил в провинцию Рибатежу. Входит в экономико-статистический субрегион Лезирия-ду-Тежу, который входит в Алентежу. Население составляет 6914 человека на 2001 год. Занимает площадь 83,45 км².
Покровителем района считается Дева Мария (порт. Maria).